# Douglas (Nouvelle-Écosse)
Pour les articles homonymes, voir Douglas et comté de Douglas.
Douglas est un ancien comté canadien de la province de Nouvelle-Écosse. Il était la destination de Loyalistes fuyant le siège de quatre-vingt seize (en) lors de la révolution américaine. En 1861, avec le comté de Rawdon (en), Douglas devient partie de la nouvelle municipalité de district d'East Hants.
Le comté compte les communautés de Kennetcook (en), Gore (en), Noel et Maitland.
Il a été nommé en l'honneur de Charles Douglas.

## Histoire

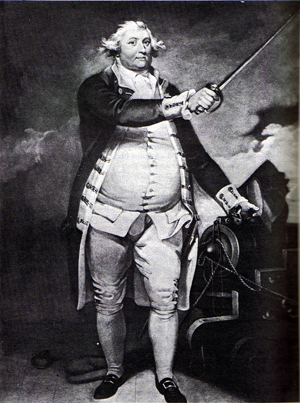
Charles Douglas (vers 1791).